# Bela Cruz
Bela Cruz is een gemeente in de Braziliaanse deelstaat Ceará. De gemeente telt 30.900 inwoners (schatting 2009).
De gemeente grenst aan Marco, Cruz, Jijoca de Jericoacoara en Acaraú.